# Mikadofasan
Der Mikadofasan (Syrmaticus mikado) ist eine Hühnervogelart aus der Familie der Fasanenartigen. Er ist in den Bergregionen Taiwans endemisch und besiedelt dort Unterwuchs aus Bambus und Rhododendron in Primärwäldern in Höhen zwischen 1600 und 3300 m.
Die Entdeckungsgeschichte ähnelt der des Burmafasans. Auf einer Reise im Hochland von Taiwan entdeckte der britische Naturforscher Walter Goodfellow 1906 zwei Schwanzfedern einer unbekannten Hühnervogelart am Kopfschmuck eines einheimischen Lastenträgers. Dieser sagte, er habe den seltenen Vogel am Alishan erlegt. Auf der Grundlage des Federfundes beschrieb William Robert Ogilvie-Grant die Art als Calophasis mikado. Als Artepitheton verwendete er einen Titel des japanischen Kaisers, unter dessen Herrschaft Taiwan zur damaligen Zeit stand. Bald darauf gelangten dann die ersten Bälge nach Europa.

## Beschreibung

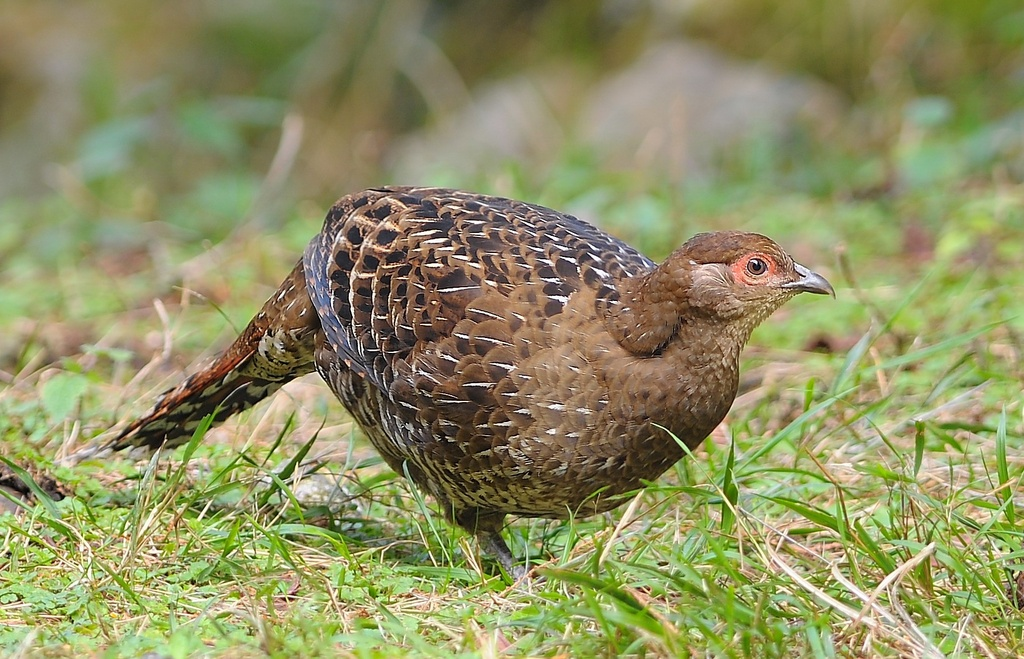
Henne des Mikadofasans

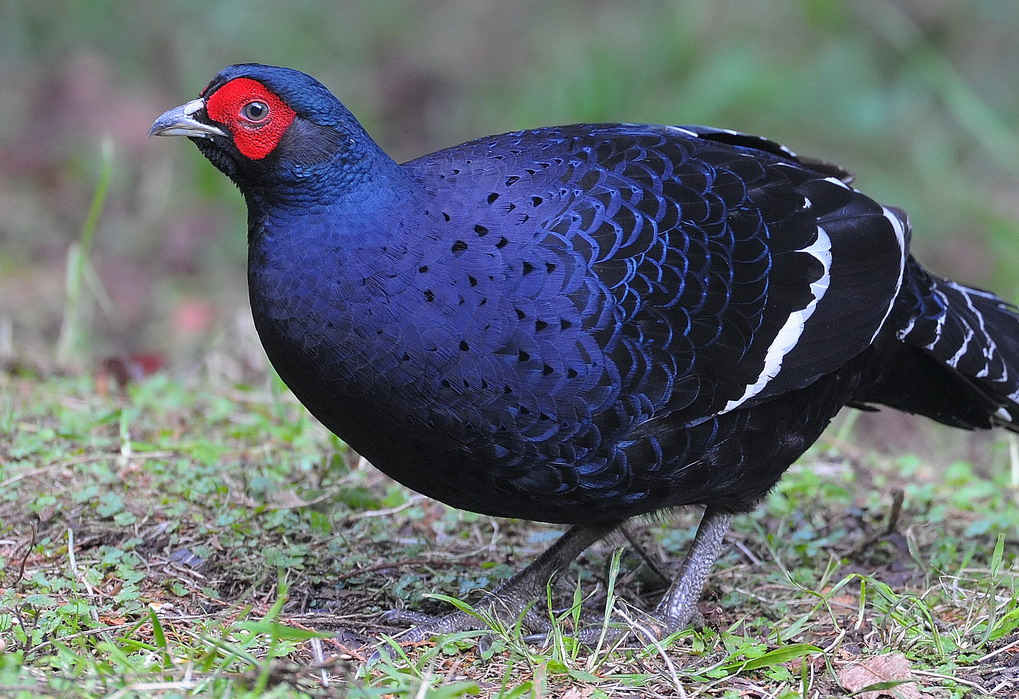
Hahn des Mikadofasans in Nahaufnahme

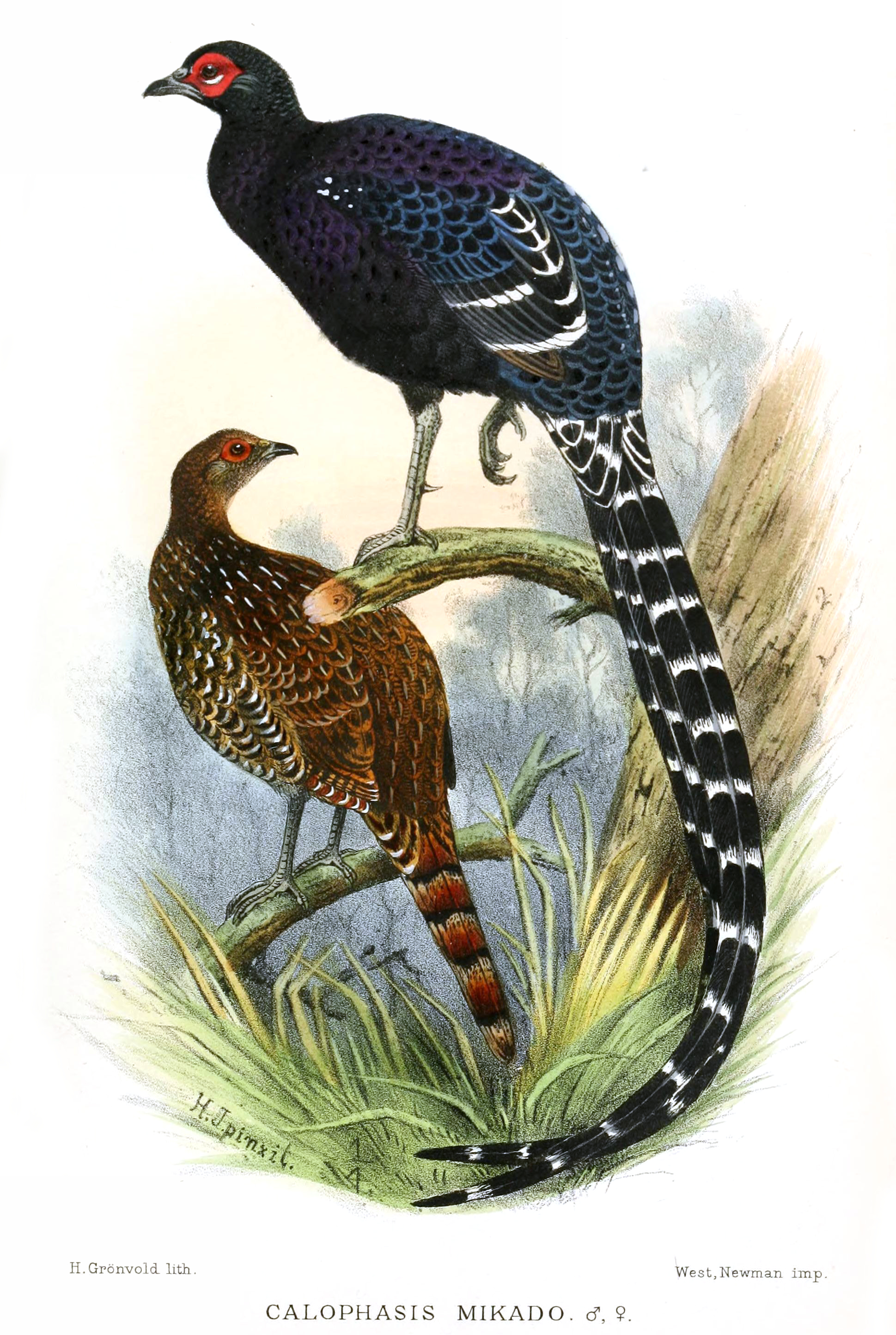
Mikadofasan, ♀ und ♂
(Illustration von Henrik Grönvold)

Der Hahn des Mikadofasans erreicht eine Länge von 88 cm, wovon 49 bis 53 cm auf den Schwanz entfallen. Die Flügellänge liegt zwischen 210 und 230 mm, das Gewicht zwischen 840 und 1200 g. Die Henne ist mit etwa 53 cm Körperlänge kleiner, der Schwanz mit 17–22,5 cm kürzer. Die Flügellänge beträgt zwischen 187 und 215 mm, das Gewicht liegt bei etwa 1000 g. Die Geschlechter unterscheiden sich zudem deutlich in der Gefiederfärbung.
Der Hahn ist überwiegend blauschwarz gefärbt mit weißen Binden auf Flügeln und Schwanz. Die Augenpartie ist unbefiedert rot und zeigt oben vor dem Auge sowie unter demselben erigierbare Lappen. Die Iris ist rotbraun, der Schnabel schwärzlich mit gelblich hornfarbenem Unterschnabel. Brust- und Schultergefieder sowie der vordere Rücken sind wie Kopf und Hals schwarz mit metallisch blauem Glanz, zeigen aber dunkle Zentren. Unterer Rücken sowie kleine und mittlere Armdecken sind tiefschwarz mit metallisch blau glänzenden Säumen. Auf dem unteren Rücken zeigen sich bei einigen Vögeln schmale weiße Säume. Breite weiße Säume finden sich auf den sonst schwarzen, großen Armdecken, die Armschwingen zeigen dreieckige weiße Spitzen. Auf dem zusammengelegten Flügel entstehen so zwei Parallelbänder. Das obere ist deutlich ausgeprägt, das untere schmaler, lückig oder kaum zu sehen. Die Handschwingen sind braunschwarz. Die Oberschwanzdecken sind wie die stark verlängerten Steuerfedern auf schwarzem Grund mit deutlichem Abstand schmal weiß quergebändert. Unterbauch und Unterschwanzdecken sind schwarz, letztere tragen weiße Spitzen. Die Beine und Füße sind dunkelgrau.
Die Henne ist unscheinbarer und überwiegend dunkel olivbraun gefärbt. Die rote Augenpartie ist weniger ausgedehnt als beim Hahn, die Iris heller braun. Kopf und Hals sind olivbraun, die Kopfseiten etwas grauer und weiß bespitzt, Oberkopf und Nacken etwas rötlicher. Kinn und Kehle sind beige, die obere Brust ist olivbraun. Die Federn der Unterseite sind olivgrau und schwarz-weiß gesäumt, der Unterbauch ist einfarbig grauoliv. Die Federn der Oberseite sind schwarz, rötlichbraun bekritzelt und mit weißen, pfeilförmigen Schaftstrichen versehen, die auf dem Bürzel und den Oberschwanzdecken spärlicher werden. Das Schultergefieder und die Oberflügeldecken sind rötlich olivbraun, hell geschäftet und gesäumt und tragen zwei subterminale, schwarze Flecken. Durch die hellen Säume entsteht der Eindruck von schmalen Flügelbinden. Die Armschwingen sind auf rötlichem Grund schwarz gebändert, die Handschwingen matt schwarzbraun. Die Steuerfedern sind rötlich braun, schwarz getupft, hell gesäumt und schwarz-beige quergestreift. Beine und Schnabel entsprechen denen des Hahns.
Das Jugendkleid ähnelt dem des Weibchens. Kopf und Nacken sind jedoch kräftig beige gefleckt. An den Schwanzfedern kann man junge Hähne bereits nach einigen Wochen erkennen.

## Stimme
Im Allgemeinen ist der Mikadofasan wenig ruffreudig. Zur Fortpflanzungszeit geben die Hähne ein schrilles, langgezogenes und aufsteigendes chiri von sich, das in Abständen wiederholt wird. Der Stimmfühlungslaut ist ein gedämpftes und gereihtes chup chup, der Alarmruf ein hohes wok wok wok, das in seltenen Fällen beim Auffliegen in hohe, laute Rufe übergehen kann. Der Kontaktruf, den die Henne gegenüber Jungvögeln äußert, ist ein leises Glucksen. Der Futterlockruf bei der Balz wird als leises giek giek beschrieben.

## Verbreitung und Bestand
Der monotypische Mikadofasan ist im zentralen Bergland der Insel Taiwan endemisch. Die Art ist dort in geeigneten Habitaten nicht selten, deren Vorkommen ist aber zunehmend auf Naturschutzgebiete beschränkt. Im Yushan-Nationalpark wird der Bestand auf bis zu 10.000 Tiere geschätzt und auch aus anderen Schutzgebieten sind Vorkommen bekannt. Außerhalb derselben ist die Art nur noch in höheren Lagen vor Lebensraumverlusten sicher, und obwohl sie auch Sekundärlebensräume annimmt, ist mit einer zunehmenden Fragmentierung der Vorkommen und vermutlich längerfristig mit einem Bestandsrückgang zu rechnen. Die IUCN stuft die Art daher als „potentiell bedroht“ (near threatened) ein. Früher wurde der Mikadofasan durch starke Bejagung im Bestand dezimiert, was heute aber nur noch stellenweise eine Bedrohung ist.

## Lebensweise

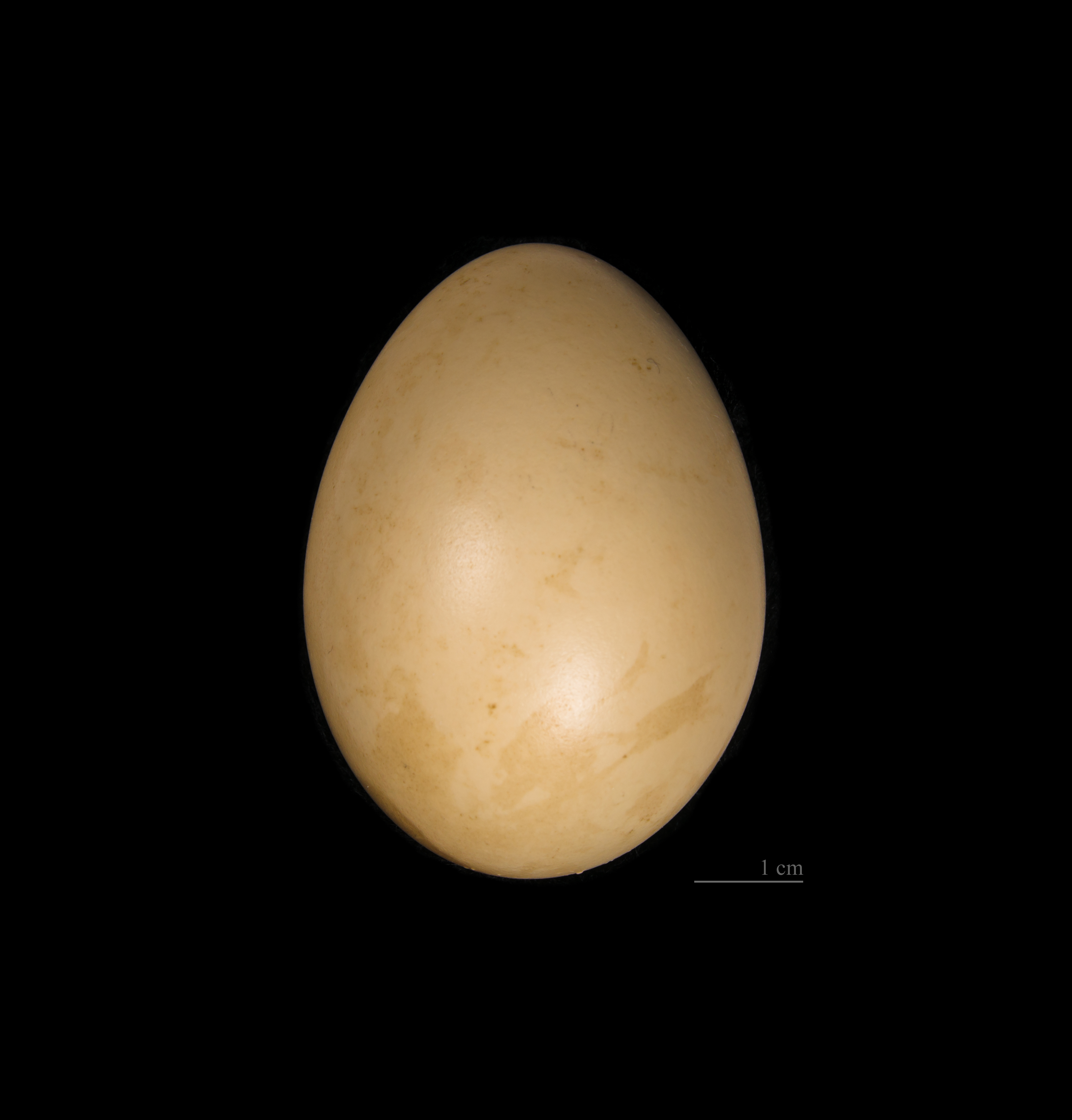
Ei des Mikadofasans

Der Mikadofasan bewohnt primär dichte Bergwälder aus Eichen, Zypressen, Wacholder und Kiefern in Höhen zwischen 1600 und 3300 m und möglicherweise auch noch höher. Es sollte ein dichter Unterwuchs aus Bambus und Rhododendren vorhanden sein und bevorzugt werden Steilhänge von Gebirgstälern besiedelt. Die Art kommt aber auch in Sekundärvegetation vor.
Die Art ist recht scheu und verhält sich meist sehr unauffällig. Zur Nahrungssuche treten die Vögel aber auch auf offene Flächen heraus. Sie erfolgt vorwiegend in den Morgen- und Abendstunden. Hähne trifft man nicht selten einzeln an, Hennen meist in Gesellschaft eines Hahnes, anderer Hennen oder Jungvögel. Der Aktionsradius der Hennen scheint wesentlich größer zu sein als der der Hähne, die meist auf ein bestimmtes Revier beschränkt sind. Im Frühjahr und im Herbst ist er zudem größer als im Winter.
Ob die Art monogam oder polygam lebt, ist nicht bekannt. Es wurden aber teils Hähne mit zwei Hennen beobachtet. Die Balz ist nur aus der Gefangenschaft bekannt. Sie beginnt mit einem aufgerichteten Umherschreiten der Hähne mit geschwollenen roten Gesichtslappen und leicht abgesenkten Flügeln. Kommt eine Henne in Sichtweite, wird dieser mit aufgeplustertem Gefieder, gespreizten Steuerfedern und zum Weibchen hin abgesenktem Flügel auffällig die Seite präsentiert. Der Hahn versucht sie zu umkreisen, was anfangs noch zu einer Flucht der Henne führt. Der Hahn versucht nun durch Aufzeigen von Nahrungsstücken und mit dem Futterlockruf das Weibchen anzulocken. Im Unterschied zu anderen Fasanenarten erfolgt daraufhin noch keine Kopula. Dieser geht offenbar immer eine Frontalbalz voraus, bei der der Hahn sich hoch aufrichtet, das Gefieder anlegt, die Halsluftsäcke aufbläst und die Gesichtslappen erigiert. In dieser Haltung hüpft er in langen Sprüngen auf die Henne zu.
Die Brutzeit liegt vermutlich zwischen Februar und Mai. Es wurden Nester gefunden, die in etwa 1 m Höhe auf umgefallenen Bäumen aus Bambushalmen errichtet waren. Das Gelege besteht aus 5–10 cremefarbenen Eiern, die sich von den Eiern der übrigen Syrmaticus-Arten durch die bedeutende Größe und lange Form unterscheiden. Sie messen 55 × 39 mm und werden zwischen 26 und 28 Tagen bebrütet.